# BTR-94
El BTR-94 es un vehículo anfibio de transporte de personal de Ucrania es una modificación del blindado soviético BTR-80. La torreta BAU-23x2 del BTR-94 es mayor que la BPU-1 del BTR-80 y está equipado con unos cañones gemelos 2A7M de 23x152mm con 200 rondas, y una ametralladora PK coaxial de 7,62 mm con 2.000 rondas, seis lanzagranadas de humo de 81 mm y una mira óptica 1PZ-7-23. Cada cañón 2A7M tiene una velocidad máxima de disparo de 850 rds/min. La misma arma se monta en el vehículo antiaéreo Shilka. La torreta BAU-23x2 también se puede montar en otros vehículos blindados, como el BTR-70 o Ratel VIF. 
Jordania ordenó 50 BTR-94 en 1997, el primer lote llegó en 2000. Irak tiene 50 BTR- 94 donados por Jordania en 2004 para uso de la Brigada Mecanizada de la Policía.

## Operadores
- Jordania Compró 50 a Ucrania en 1997.
- Irak Tiene 50 para la brigada mecanizada de la policía donados por Jordania.